# ブラール
ブラール（仏: Blars）は、フランス南西部のロット県に属するコミューン。

## 地理
県の中央部に位置し、県都のカオールから北東へ25km、小郡の中心地のロゼから東へ12kmのところにある。ロット県に属する以前はケルシー県に属していた。丘陵地帯に広がる牧草地のなかに街が築かれている。幹線道路のD653が街の北側を通っている。

## 行政
- 市長：アンドレ・ラフ（André Raffy、2001年3月から）
- 前市長：リュシアン・ジョワイユ（Lucien Joyeux）

## 人口の推移
| 1962年 | 1968年 | 1975年 | 1982年 | 1990年 | 1999年 | 2006年 |
| ------ | ------ | ------ | ------ | ------ | ------ | ------ |
| 140    | 144    | 134    | 131    | 138    | 117    | 126    |

INSEEより。